# Nora Hamadi
Nora Hamadi, née le 27 août 1980 à Longjumeau (Essonne), est journaliste-présentatrice, spécialiste des questions européennes. De septembre 2018 à décembre 2021, elle présente l'émission Vox Pop, puis 27 depuis juin 2022, sur la chaîne Arte, et depuis septembre 2021 l'émission Sous les radars pour la radio France Culture. Depuis août 2020, elle intervient souvent dans les émissions de BFM TV 22h Max (présentée par Maxime Switek du lundi au jeudi) et BFMTVSD (présentée par Jean-Baptiste Boursier du vendredi au dimanche).

## Formation
De parents algériens du village Ighil Bougueni dans la wilaya de Tizi Ouzou, Nora Hamadi obtient en 2003 un DEA de science politique à l'université Paris-Nanterre.

## Carrière
Elle commence sa carrière en 2003 en tant que professeure de sociologie à l'École normale sociale, un institut de formation pour travailleur sociaux. Elle découvre le journalisme la même année à l'occasion d'un remplacement d'une assistante de rédaction au journal Le Parisien.

Elle poursuit sa carrière dans le journalisme en étant rédactrice à l’Express de mai à septembre 2005, puis au Parisien jusqu'en septembre 2006. 
À la rentrée 2006, elle est embauchée comme journaliste-chef d'édition à I télé. Elle travaille pour différentes émissions comme Le JT de l’international d’abord avec Patricia Loison, 1 h 30 chrono avec Thomas Hugues et Maya Lauqué, puis Le Franc Parler, émission politique animée par Stéphane Paoli, Thomas Hugues et Raphaelle Bacqué. 
En 2008, elle participe au lancement de l’émission 18 h–20 h de Nicolas Demorand puis à la préparation de la matinale de Thomas Thouroude. 
En mai 2009, recrutée par Gilles Leclerc, elle rejoint la rédaction de la chaîne parlementaire Public Sénat.

Pendant un an, elle assure la rédaction en chef et la préparation des émissions d'actualités internationales et européennes telles que Paroles du Monde animée par Caroline Delage, et d'Europe Hebdo présentée par Francois Beaudonnet et Kathia Gilder. 
En 2010, elle crée et anime Enquête d'Europe, une émission de reportages sur les grands thèmes européens, tout étant le joker de François Beaudonnet à la présentation d'Europe Hebdo.

En 2012, elle devient rédactrice en chef du Docu-Débat, une émission de débats qui fait suite à la diffusion d'un documentaire, animée tour à tour par Benoît Duquesne et Elise Lucet, Dominique Souchier, Claire Barsacq, Laurent Bazin, et Bénédicte Le Chatelier.

En 2013, en plus de sa fonction de co-rédactrice en chef d'Europe Hebdo, elle récupère la présentation de cette émission, en alternance avec Ahmed Tazir.

Elle enregistre cette émission depuis le Parlement européen à Strasbourg ou à Bruxelles.
Nora Hamadi a également réalisé des formats longs et des documentaires notamment sur l’Islam en France et sur les coulisses du Tour de France, diffusés sur Public Sénat. 
En 2016, le Docu-débat est renommé Un monde en docs ; Nora Hamadi reprend la présentation dès le mois de janvier.
Depuis février 2018, Nora Hamadi présente sur franceinfo Drôle d'Europe, deux chroniques par semaine sur des thématiques liées à l'actualité européenne.
Du 2 septembre 2018 jusqu'à fin décembre 2021, elle présente l'émission Vox Pop, diffusée sur Arte le dimanche soir à 20 h 05.
Depuis septembre 2020, elle intervient souvent dans les émissions de BFM TV 22h Max (présentée par Maxime Switek du lundi au jeudi) et BFMTVSD (présentée par Jean-Baptiste Boursier du vendredi au dimanche).
Depuis septembre 2021, elle produit l'émission Sous les radars sur l'antenne de France Culture.
Du 22 juin 2022 au 4 juin 2023, elle présente l’émission 27, diffusée sur Arte le dimanche soir à 20 h 05, qui remplace l’émission Vox Pop arrêtée fin 2021. 27 est arrêtée en raison d'un coût trop élevé et des audiences trop basses.

## Vie associative
Depuis 2015, Nora Hamadi assure bénévolement la co-rédaction en chef de Fumigène avec Raphäl Yem notamment, un magazine trimestriel sur les quartiers populaires, le vivre-ensemble mais aussi l’actualité politique, sociale et culturelle.
 
Avec Fumigène, Nora Hamadi anime des ateliers médias et journalisme avec des habitants de Créteil ou La Courneuve, pour des collégiens de Gennevilliers et d'Orly mais aussi à Fontenay-sous-Bois, ce qui lui vaut d'être nommée marraine de la ville, tout comme Kery James, nommé parrain. Dans le cadre de ces activités d'éducation populaire aux médias et à l'information, elle a préfacé l'ouvrage collectif " Petit Manuel critique d'éducation aux médias" aux éditions du commun. Elle accompagne régulièrement des structures dans la création de médias de proximité. 
Nora Hamadi a dispensé également des ateliers de journalisme et de droits humains à des adolescents et jeunes adultes de Nevers qui ont donné naissance au blog L’odyssée des migrants et à des conférences soutenues par Amnesty International lors de La Semaine des Droits Humains. 
Nora Hamadi a participé à la création de Regards vers l'Autre une association qui travaille à la réinsertion de jeunes adultes et d'adultes en décrochage, familial, social, scolaire via des ateliers vidéos.
Nora Hamadi préside le Collectif OEIL, collectif de photographes indépendants et engagés, la ZEP, Zone d'expression prioritaire, association qui dispense des ateliers d'écriture, et Banlieues Capitale, une association qui œuvre à changer les usages de la culture. 
Nora Hamadi a été présidente de la section française de l'Association des journalistes européens (AJE), de 2013 à 2017. Elle est désormais vice-présidente de cette association. Dans ce cadre, elle est juré du prix Louise-Weiss du journalisme européen et du jury du prix Young European Awards. Elle participe également au jury du prix de journalisme européen de Slate.fr. 
Nora Hamadi donne également des cours de journalisme au CELSA, et à l'Institut pratique du journalisme (IPJ).